# Жердинна міна

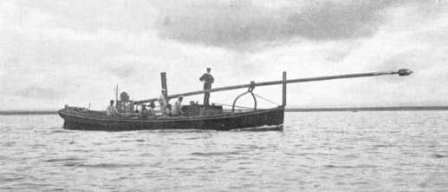
Паровий катер з жердинною міною у похідному положенні

Жердинна міна — зброя, що складається з бомби, розміщеної в кінці довгої жердини і прикріпленої до катера. Цією зброєю катер мав вдарити корабель противника. Жердинні міни часто мали зазублений спис на кінці, аби надійно з'єднатися з дерев'яним корпусом ворожого корабля.

## Винахід

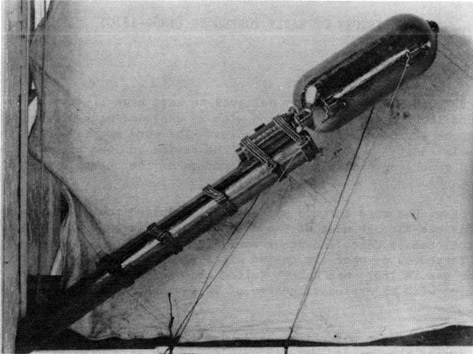
Вибуховий заряд на кінці жердини, США

Роберт Фултон писав про підводні морські міни в 1810 році і в тому ж році були проведені експерименти з використанням жердинних мін. Човни, що перевозили жердинні міни, використовувались під час війни 1812 року.
Приватний інженер Е. Зінгер (племінник Ісаака Зінгера), який працював над секретними проєктами для Конфедерації, розробив жердинну міну під час Громадянської війни в США. Його міна підривалася за допомогою спускового механізму, зробленого за зразком рушничного замка (ударно-кременевого). Підпружинений курок приводився в дію тросом, протягнутим з атакуючого судна. При атаці міна на жердині вганялася в борт ворожого судна, закріпляючись у ньому своїми зазублинами, після чого атакуюче судно давало задній хід. Трос натягався і приводив у дію спусковий механізм.
В середині вересня 1862 року жердинна міна була створена і випробувана і в Російській імперії. В ході випробувань на Балтійському флоті канонерський човен «Дослід», озброєний «мінним тараном» (як тоді називали жердинну міну), наблизився до шхуни «Метеор», що стояла на якорі, і підірвав її.
«Мінний таран» являв собою пороховий заряд масою до півтора пуда (до 24 кг), прикріплений до кінця 15-метрової жердини (шпірона), який служив продовженням форштевня броненосного човна «Новик».
Випробування проводилися за ініціативи і під керівництвом адмірала Г. І. Бутакова. Тоді ж він доповідав у Морське відомство:

## Використання

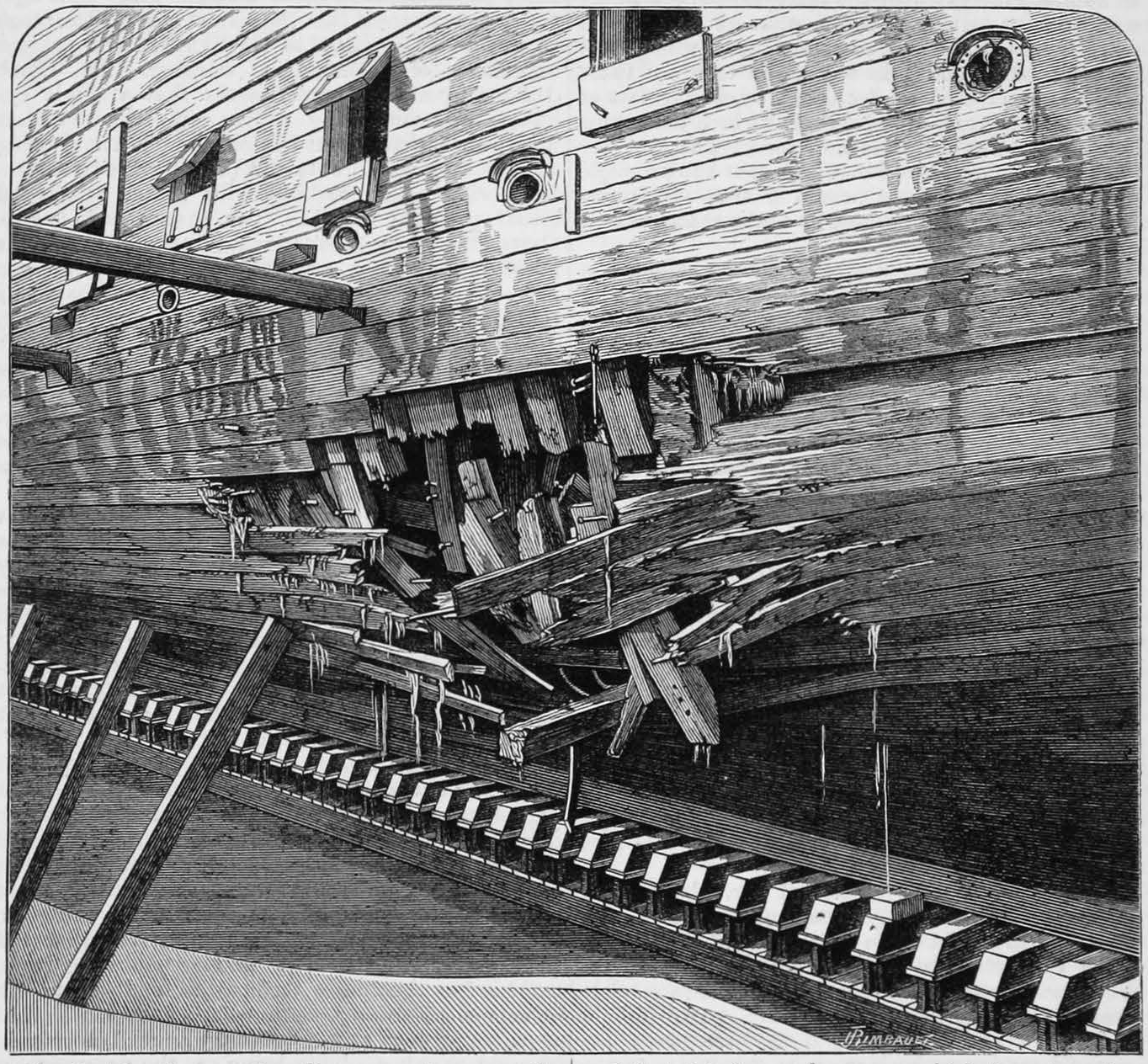
Результати французького випробування жердинної міни 1877 року.

Мабуть, найвідомішим використанням жердинної міни під час Громадянської війни в США була атака підводного човна Конфедерації H. L. Hunley, якому 17 лютого 1864 року вдалося затопити гвинтовий шлюп Союзу USS Housatonic, хоча й сам Ханлі був втрачений. Жердинні міни використовували також міноносці типу «Давід», які частково занурювалися. У квітні 1864 р. Конфедеративний міноносець CSS Squib застосував жердинну міну проти USS Minnesota.
Жердинні міни активно застосовувалися російськими моряками в ході Російсько-Турецької війни 1877—1878. Катерами мінного транспорту «Великий князь Костянтин» за допомогою жердинних мін був пошкоджений броненосець «Ассари-Шевкет».
Жердинні міни були використані також румунськими силами під час війни за незалежність країни. 26 травня 1877 року, корабель Rândunica затопив османський монітор «Seyfi» на Дунаї.
Французький адмірал А. Курбе успішно застосував озброєння жердинними мінами у битві при Фучжоу 23 серпня 1884 року, де більша частина китайського флоту Фуцзянь була знищена або затонула.
Жердинні міни були витіснені саморухомими торпедами. Вони встановлювалися і на кораблі, спочатку побудовані для застосування жердинних мін, такі, як міноносці типу «Дефендер».